# Peter James Marshall
Peter James Marshall (Calcuta, 1933) es un historiador británico conocido por su trabajo sobre el Imperio Británico, en particular las actividades de los trabajadores de la Compañía Británica de las Indias Orientales en la Bengala del siglo XVIII, además de la participación británica en América del Norte durante el mismo período.

## Primeros años
Fue educado en el Wellington College de Berkshire y, después de haber prestado servicio militar en el 7.º Batallón de Kenia, King's African Rifles, obtuvo una licenciatura de primera clase en historia en el Wadham College de Oxford, donde recibió un PhD en 1962.

## Carrera académica y actividades profesionales
Entre 1959 y 1993, enseñó en el departamento de historia en el King's College de Londres y fue nombrado Profesor Rhodes de Historia Imperial en 1980, cuyo puesto le permaneció hasta su jubilación. Entre 1965 y 1978 fue miembro del Comité Editorial de The Correspondence of Edmund Burke, y entre 1975 y 1981 fue editor de The Journal of Imperial and Commonwealth History. En 1987 fue nombrado Vicepresidente de la Real Sociedad Histórica, sirviendo como presidente entre 1997 y 2001. Una Junior Research Fellowship lleva su nombre y es administrada conjuntamente por la Real Sociedad Histórica y el instituto de la investigación histórica en la universidad de Londres, donde es profesor honorario, se concede anualmente a un estudiante de doctorado en historia. En diciembre de 2008, fue galardonado con el grado de Doctor en Literatura honoris causa por la Escuela de Estudios Avanzados en la Universidad de Londres. Es Profesor Rhodes de Historia Imperial emérito en el King's College de Londres, donde continúa dando conferencias.

## India
Marshall presenta una interpretación revisionista, rechazando la opinión de que la prosperidad de Mughal Bengala dio paso a la pobreza y la anarquía en el período colonial. En cambio, argumenta que la toma de posesión británica no marcó ninguna ruptura aguda con el pasado. Después de 1765, el control británico fue delegado en gran parte a través de gobernantes regionales y fue sostenido por una economía generalmente próspera respecto el resto del siglo XVIII, a excepción de hambrunas frecuentes con altas tasas de fatalidad. Marshall también señala que los británicos recaudaron ingresos a través de los administradores de impuestos locales y mantuvieron las antiguas tasas de impuestos mogoles. Su interpretación de la Bengala colonial, al menos hasta c. 1820, es aquella en la que los británicos no tenían el control total, sino que dependían de los territorios indios, y en la cual su capacidad para mantener el poder dependía de una excelente cooperación con las élites indias. Marshall admite que gran parte de su interpretación sigue siendo cuestionada por muchos historiadores.

## Obras
- The Impeachment of Warren Hastings, (Oxford, 1965)
- The Correspondence of Edmund Burke, vol. V, (Cambridge, 1965) (editor asistente)
- The Correspondence of Edmund Burke, vol. VII, (Cambridge, 1968) (editor asistente)
- East Indian Fortunes: The British in Bengal in the Eighteenth Century, (Oxford, 1976)
- The Correspondence of Edmund Burke, vol. X, (Cambridge, 1978) (editor asistente)
- The Great Map of Mankind: British Perceptions of the World in the Age of Enlightenment, (Londres, 1982) (coeditor con G. Williams)
- The New Cambridge History of India, II, 2, Bengal: the British Bridgehead: Eastern India, 1740 - 1828, (Cambridge, 1988)
- The Oxford History of the British Empire, vol. II, The Eighteenth Century, (Oxford, 1998) (colaborador y editor)
- A Free Though Conquering People': Eighteenth-century Britain and its Empire, (Aldershot, 2003)
- The Making and Unmaking of Empires: Britain, India and America c. 1750 - 1783, (Oxford, 2005)[7][8]